# Джеймс Вілбі (плавець)
Джеймс Вілбі (англ. James Wilby, 12 листопада 1993) — британський плавець.
Чемпіон світу з водних видів спорту 2019 року.
Чемпіон Європи з водних видів спорту 2018 року, призер 2020 року.
Переможець Ігор Співдружності 2014, 2018 років.